# Margaret M. Robinson
Pour les articles homonymes, voir Robinson.
Margaret Maher Robinson est une mathématicienne américaine spécialisée en théorie des nombres et la théorie des fonctions zêta. Elle est professeure de mathématiques Julia et Sarah Ann Adams au Mount Holyoke College.

## Formation et carrière
Robinson est diplômée du Bowdoin College en 1979 et a obtenu son doctorat en 1986 de l'université Johns-Hopkins. Sa thèse, intitulée On the Complex Powers Associated with the Twisted Cases of the Determinant and the Pfaffian, a été supervisée par Jun-Ichi Igusa (en).
Elle a brièvement enseigné au Hampshire College (en) avant de rejoindre la faculté de Mount Holyoke.

## Prix et distinctions
En 2013, elle a été l'une des lauréates des Deborah and Franklin Haimo Awards for Distinguished College or University Teaching of Mathematics. Sa citation de prix a crédité son mentorat de premier cycle par le biais du programme d'expériences de recherche pour les étudiants de premier cycle, Research Experiences for Undergraduates (en), et ses programmes d'été intensifs pour les jeunes femmes en théorie des nombres.
En 2020, elle est lauréate du prix M. Gweneth Humphreys, décerné par l'Association for Women in Mathematics. Le prix indique que Robinson "a été un pilier de l'enseignement et du mentorat réfléchis pendant de nombreuses années au Mount Holyoke College, une institution dont la mission est d'éduquer les femmes. Elle ne se concentre pas seulement sur les meilleurs élèves, mais sur la réalisation d'une intervention mathématique significative (et joyeuse) pour toutes les générations d'apprenants qui ont croisé son chemin" .